# Établissement de diffusion, d'impression et d'archives du commissariat des armées
L'Établissement de diffusion, d'impression et d'archives du commissariat des armées (EDIACA) est un organisme militaire interarmées du service du commissariat des armées, il joue un rôle essentiel dans la gestion et la fourniture des documents administratifs, techniques et informatifs des armées. Son histoire, son organisation et ses missions démontrent son engagement envers le soutien des forces armées françaises.

## Histoire
L'EDIACA a connu une évolution significative de son emplacement au fil des années. Initialement, l'idée de construire de nouveaux locaux pour l'activité "Droits Individuels et Archives" visait à agrandir les installations de l'Établissement de diffusion, d'impression et d'archives du commissariat de l'armée de terre (EDIACAT). Cependant, le refus du permis de construire a conduit à un changement de plan de la part de la municipalité de Saint-Étienne. La ville souhaitait réorienter le site de Carnot pour créer la Cité du Design sur l'ancienne Manufacture d'Armes (MAS). Ainsi, l'EDIACAT a été contraint de libérer les zones d'activités du centre-ville et de s'établir en périphérie.
En 2006, un protocole d'accord a été signé entre le ministère de la Défense et la ville de Saint-Étienne, confirmant le principe du déménagement vers la zone industrielle de Molina. Des discussions intenses entre le ministère de la Défense, la municipalité et un investisseur privé ont conduit à la réalisation d'un nouveau projet. L'EDIACAT s'est redéployé dans un bâtiment préexistant sur la zone industrielle de Molina, rue de la Talaudière, anciennement utilisé comme entrepôt logistique par le groupe Casino.

## Organisation
Le bâtiment rénové et adapté aux besoins spécifiques de l'EDIACA présente une structure cubique de 100 mètres de côté, avec trois niveaux et une mezzanine. Il comprend différentes zones réparties sur une Surface Hors Œuvre Nette (SHON) de 32 186 m2. Parmi ces zones, on compte :
- 6 952 m² de bureaux
- 3 315 m² d'ateliers
- 1 234 m² de locaux de stockage
- 685 m² destinés à la restauration
- 147 places de parking

Le déménagement des services vers le nouveau site a commencé en octobre 2008 et s'est étendu sur près de 4 mois afin de minimiser l'impact sur les services rendus aux différents organismes. Depuis le 21 janvier 2009, l'EDIACA occupe le bâtiment en tant que locataire, avec un bail renouvelable conclu avec la société Saint-Étienne Molina.

## Missions
L'EDIACA, faisant partie du service du commissariat des armées (SCA) depuis le 1er janvier 2010, joue un rôle central dans la fourniture de divers services aux forces armées françaises. Ses missions incluent :
- Concevoir, imprimer et façonner les documents administratifs, techniques et informatifs des armées en tant qu'opérateur ministériel de prestations d'impression graphiques et numériques.
- Imprimer et diffuser les Bulletins Mensuels de Solde (BMS) destinés aux militaires.
- Détenir et diffuser la documentation réglementaire, administrative, technique et informative des armées et services du ministère.
- Conserver et exploiter, en tant que service d'archives intermédiaires du ministère des armées, les archives administratives et comptables des bases de défense, des organismes du SCA, de l’armée de terre, ainsi que des cercles et foyers.
- Conserver et exploiter les archives individuelles comptables, telles que les dossiers de solde du personnel militaire de l'armée de terre et de la gendarmerie nationale, ainsi que les dossiers de rémunération du personnel civil.
- Assurer l'authentification des droits à pension de retraite du régime général et complémentaire pour certaines catégories de personnel militaire et civil relevant du Ministère des Armées.

L'EDIACA est rattaché au Centre Interarmées Multiservices (CIM) et son personnel polyvalent dispose des compétences nécessaires pour mener à bien ses missions, en s'adaptant aux nouvelles exigences interarmées. Il s'est engagé dans le développement de nouvelles activités, telles que les droits individuels et les archives, l'expédition et la diffusion, ainsi que la production interarmées en imprimerie, renforçant ainsi son rôle essentiel de soutien aux forces armées en tout temps et en tout lieu.